# Arita Baaijens
Arita Baaijens (Ede, Países Bajos, 1956) es una exploradora, escritora, fotógrafa y bióloga neerlandesa. Fue la primera mujer en atravesar en solitario el desierto oeste de Egipto en camello, viajar por el Darb el Arbain en dos ocasiones y haber fotografiado las últimas mujeres supervivientes nómadas en Mauritania.

## Trayectoria
Afincada en Ámsterdam, dejó su trabajo como consultora medioambiental para viajar a Egipto y Sudán, cuyos desiertos recorrió en camello. Con 22 años vivió en Israel y visitó el Sinaí, desierto que le dejó una gran huella y donde se quedó más tiempo del planeado. Es miembro de la Royal Geographical Society, el Explorers Club, el Long Riders Guild y la WINGS WorldQuest.

### Expediciones
Durante más de 15 años, ha recorrido los desiertos de Egipto y Sudán, casi siempre en solitario, acompañada de una pequeña caravana de camellos, sirviéndose de herramientas de orientación básicas como un compás y un mapa. Después de estas casi dos décadas viajando por las ciudades del desierto, eligió Siberia y el macizo de Altái, fronterizo con Rusia, Kazajistán, China y Mongolia, para buscar el Shambhala, reino mítico más allá de la cordillera del Himalaya. Esta expedición de más 100 días recorriendo una distancia de más de 1500 kilómetros fue bautizada como "Search for Paradise".

## Reconocimientos
A partir de sus viajes, ha publicado varios libros, uno de los cuales "Desert Songs" fue premiado en 2008. En 2014, ganó el premio Women of Discovery Humanity que otorga la WINGS WorldQuest en reconocimiento y apoyo a mujeres que destacan en la ciencia y la exploración. Ese mismo año, la Sociedad Geográfica Española le concedió el galardón "Viajero del año".